# A-Teen 2
A-Teen 2 (hangul: 에이틴2; rr: Eitin2) é uma série de televisão sul-coreana transmitida via streaming de 2019, sequência da websérie A-Teen de 2018. Foi ao ar no Naver TV Cast de 25 de abril a 30 de junho de 2019, às quintas e domingos às 19:00 (KST).
A websérie acumulou 35 milhões de visualizações em duas semanas de sua estreia. Para comemorar essa conquista, parte do elenco realizou um fanmeeting no dia 13 de junho de 2019. Em setembro de 2019, as versões coreana e inglesa da websérie, juntas, tinham um total de 60 milhões de visualizações no YouTube.

## Sinopse
A série gira em torno de sete estudantes que descobrem as alegrias e as dificuldades de se ter 19 anos.

## Elenco

### Principal
- Lee Na-eun como Kim Ha-na/Kim Jo-yeon[4]
- Choi Bo-min como Ryu Joo-ha[4]
- Shin Ye-eun como Do Ha-na[4]
- Shin Seung-ho como Nam Shi-woo[4]
- Kim Dong-hee como Ha Min[4]
- Kim Su-hyeon como Yeo Bo-ram[4]
- Ryu Ui-hyun como Cha Gi-hyun[4]
- Kang Min-ah como Cha Ah-hyun[4]

### De apoio
- Ahn Jung-hoon como Nam Ji-woo[4]
- Cho Young-in como Kim Min-ji[4]

### Participações especiais
- Hyungseo como uma estudante (Ep. 2)
- Joshua como amigo de Ryu Joo-ha (Ep. 7 ss2)
- Baek Soo-hee como Lee Jeong-min (Ep. 8)
- Jeon Hye-yeon como Park Jin-ho (Ep. 11)
- Kim Min-ju como funcionária de restaurante (Ep. 11)
- Hyunjin como amigo de Cha Ah-Hyun (Ep. 16)
- IN como amigo de Cha Ah-Hyun (Ep. 16)

## Trilha sonora

### Parte 1
| Lançado em 9 de maio de 2019 |                                   |                   |                |                |         |  |
| N.º                          | Título                            | Letras            | Música         | Artista        | Duração |  |
| 1.                           | "Lean on Me" (스며들기 좋은 오늘) | Baek Ye-rin d.ear | d.ear          | Baek Ye-rin    | 3:30    |  |
| 2.                           | "Lean on Me" (Inst.)              |                   | d.ear          |                | 3:30    |  |
| Duração total:               | Duração total:                    | Duração total:    | Duração total: | Duração total: | 7:00    |  |

### Parte 2
| Lançado em 19 de maio de 2019 |                |                |                            |                |         |  |
| N.º                           | Título         | Letras         | Música                     | Artista        | Duração |  |
| 1.                            | "9-Teen"       | Woozi Bumzu    | Woozi Bumzu S.Coups Mingyu | Seventeen      | 3:17    |  |
| Duração total:                | Duração total: | Duração total: | Duração total:             | Duração total: | 3:17    |  |

### Parte 3
| Lançado em 20 de junho de 2019 |                     |                      |                                                                            |                  |         |  |
| N.º                            | Título              | Letras               | Música                                                                     | Artista          | Duração |  |
| 1.                             | "I Wonder" (궁금해) | Ham Byeong-seon (9z) | Ham Byeong-seon (9z) Jeong Won-jung Hwang Seong-soo Ham Phillip Kim bo-ram | We Are The Night | 3:29    |  |
| 2.                             | "I Wonder" (Inst.)  |                      | Ham Byeong-seon (9z) Jeong Won-jung Hwang Seong-soo Ham Phillip Kim bo-ram |                  | 3:29    |  |
| Duração total:                 | Duração total:      | Duração total:       | Duração total:                                                             | Duração total:   | 6:58    |  |

## Lista de episódios
| Ep. | Data de transmissão original | Título                                               |
| --- | ---------------------------- | ---------------------------------------------------- |
| 1   | 25 de abril de 2019          | Rumors Spread About Me at School                     |
| 2   | 28 de abril de 2019          | I Made My Friend Cry                                 |
| 3   | 2 de maio de 2019            | A Total Stranger Cursed at Me                        |
| 4   | 5 de maio de 2019            | My Worst Mistake                                     |
| 5   | 9 de maio de 2019            | Two People Want the Same Person                      |
| 6   | 12 de maio de 2019           | Why Lies Aren't So Bad                               |
| 7   | 16 de maio de 2019           | The Two of Them Had a Secret Date                    |
| 8   | 19 de maio de 2019           | A Guy Only I Want to Know                            |
| 9   | 23 de maio de 2019           | My Close Friend Has Become My Competitor             |
| 10  | 26 de maio de 2019           | Someone Who Makes Me Anxious                         |
| 11  | 30 de maio de 2019           | I Pretended to Be a Couple with Someone I Like       |
| 12  | 2 de junho de 2019           | My Girlfriend Talked Badly About My Family           |
| 13  | 6 de junho de 2019           | The Reason My Friend Fainted in a Classroom          |
| 14  | 9 de junho de 2019           | My Video Got Tons of Malicious Comments              |
| 15  | 13 de junho de 2019          | When You Find Out How the Other Person Really Feels  |
| 16  | 16 de junho de 2019          | My Secret Crush Finally Ended                        |
| 17  | 20 de junho de 2019          | My Friend Wanted to See Me the Day Before the Exam   |
| 18  | 23 de junho de 2019          | A Friend I Trusted Betrayed Me                       |
| 19  | 27 de junho de 2019          | I Talked Rudely to A Senior I Met for the First Time |
| 20  | 30 de junho de 2019          | Thank You for Being A Part of Our 19                 |

## Prêmios
| Cerimônia     | Ano  | Categoria                           | Indicado                 | Resultado | Ref.  |
| ------------- | ---- | ----------------------------------- | ------------------------ | --------- | ----- |
| V Live Awards | 2019 | Prêmio de Websérie mais Amada       | A-Teen 2                 | Venceu    | [ 7 ] |
| V Live Awards | 2019 | Prêmio de Ator Favorito de Websérie | Lee Na-eun e Choi Bo-min | Venceu    | [ 7 ] |